# Reawakening Pride Once Lost
Reawakening Pride Once Lost ist das Debütalbum der nordirischen Folk-Metal-Band Waylander. Zur Promotion des Albums wurden einige Konzerte gespielt, aber Probleme mit dem Label und interne Auseinandersetzungen dämpften anfangs den Erfolg der Band. 2006 wurde das Album durch Midhir Records wiederveröffentlicht, inklusiver zweier Bonustracks.

## Stil
Waylander kombinieren auf dem Album traditionelle irische Volksmusik mit diversen Metal-Stilen wie Thrash-, Death- und Black-Metal sowie Elementen des Rocks und Hard Rocks. Die Texte handeln überwiegend von der irischen/keltischen Mythologie. Der Gesang ist meist gegrowlt, jedoch in einigen Liedern auch klar.

## Titelliste
1. Sunrise – 2:28
2. Born to the Fight – 3:02
3. With Veins Afire – 4:42
4. Emain Macha – 5:56
5. Gaelic Dawn – 2:27
6. Once Upon an Era – 3:49
7. A Hero’s Lament – 6:11
8. King of the Fairies – 6:08
9. Keen of Knowledge – 4:07
10. Victory Feast – 2:56
11. Awakening – 6:23

Bonustracks der Wiederveröffentlichung:
1. Hero’s Lament (vom Demo Dawning of a New Age)
2. Sunrise (vom Demo Dawning of a New Age)

## Kritik
Die Kritiken zu Reawakening Pride Once Lost fielen sehr unterschiedlich aus. Meist wurde das Album für die einfallsreichen Kompositionen gelobt, oftmals wurde aber auch das teilweise disharmonische und „nervende“ Flötenspiel kritisiert, welches sich anhöre, „als ob man eine 8-jährige Schülerin aus ihrem Flötenunterricht vor’s Mikro gezerrt hätte“.
Dennoch fielen die Kritiken überwiegend positiv aus. Yannick S. von Metal Factory gab dem Album 8,4 von 10 Punkten und kam zum Fazit:

„Alles in allem haben uns Waylander ein gutes Album vor die Türe gelegt. Vor allem die langsamen Stücke können wirklich überzeugen.“

Lady Oscura von schwermetall.ch vergab 9 von 13 Punkten und schrieb:

„Die Musik der fünf Nordiren gefällt mir auf ihre eher einfache Art. Dieser Folk / Pagan Metal ist eben schlicht gehalten und erfreut damit die Ohren derjenigen, die auch gerne mal Folk / Pagan Metal ohne grossen Schnickschnack hören wollen. Das Tempo ist dazu ideal für kollektives Headbangen – ‚Reawakening Pride Once Lost‘ ist ein Album, das Spass macht.“

Robert Müller vom deutschen Metal Hammer vergab für das Album 5 von 7 Punkten und schrieb in seiner Kritik:

„I[De]n Songs [des Waylander] Debüts REAWAKENING PRIDE ONCE LOST fehlt es weder an folkloristischer Eingängigkeit noch an griffigen Metalriffs. Tin Whistle und die gaelische Kriegstrommel Bodhran veredeln Lieder, die zwischen Skyclad, traditionellem Metal und neuzeitlichen Extremen angenehm ausbalanciert sind.“